# Ricardo Estrade
Ricardo Salvador Estrade Delgado, mais conhecido apenas como Ricardo Estrade (Montevidéu, 21 de dezembro de 1948 — Juiz de Fora, 14 de março de 2020), foi um treinador e futebolista uruguaio naturalizado venezuelano, que atuou como zagueiro.

## Títulos

### Como jogador
Galicia de Aragua
- Campeonato Venezuelano: 1974

### Como treinador
Tupi
- Campeonato Mineiro do Interior: 1985 (como jogador-treinador)

América de Três Rios
- Campeonato Carioca – Segunda Divisão: 1989

## Campanhas de destaque

### Como treinador
Rolim de Moura
- Campeonato Rondoniense: 2008 (semifinalista)

## Morte
Ricardo Estrade faleceu num sábado a noite, em 14 de março de 2020, em Juiz de Fora. No início da semana que precedeu sua morte, fez uma cirurgia no pulmão e na pleura, sendo retirado um dos pulmões, porém a situação se agravou, ele foi hospitalizado, sofreu parada cardíaca e infecção hospitalar e acabou não resistindo. Seu corpo foi velado na capela 1 do Cemitério Municipal e seu sepultamento ocorreu às 15h do dia seguinte.